# خواستگاری پرماجرا
خواستگاری پرماجرا یک مجموعه تلویزیونی محصول سال ۱۳۷۹ به کارگردانی محمد بنائی  می‌باشد، که از شبکه دو پخش شد. این مجموعه، به طنز کشیدن اعمال خودسرانه و خودخواهانه افرادی دانست که با بی احتیاطی‌های خود، برای خانواده و دیگران مشکلاتی ایجاد می‌کنند. در این مجموعه، خانواده ای به نمایش درمی آید که در مسیر خواستگاری و مهیا کردن مقدمات ازدواج، بر اثر سهل انگاری دایی داماد، هر بار با مشکل جدیدی مواجه می‌شود. خواستگاری پرماجرا، در قالب اجرای طنز، از عملکرد انفعالی برخی افراد در زمینه خواستگاری انتقاد شده‌است.

## بازیگران
- مرتضی احمدی
- محمدعلی ورشوچی
- آتش تقی‌پور
- اسماعیل مرسلی
- امید آهنگر
- پروین سلیمانی
- ثریا قاسمی
- خسرو احمدی
- زهرا مقدم
- علی عمرانی
- فریبا متخصص
- مالمیر لاله
- مرجان محمد پاریان
- ناصر لقائی
- وحید ترحمی مقدم
- ونداد بنائی
- هانیه شیرازی
- هدایت‌الله سجادی
- شهلا اکبرپور مقدم
- محمدتقی حسینی